# Liste der Monuments historiques in Maffliers
Die Liste der Monuments historiques in Maffliers führt die Monuments historiques in der französischen Gemeinde Maffliers auf.

## Liste der Bauwerke
| Bezeichnung                  | Beschreibung | Standort | Kennzeichnung | Schutzstatus | Datum | Bild           |
| ---------------------------- | ------------ | -------- | ------------- | ------------ | ----- | -------------- |
| Kirche Notre-Dame-des-Champs | Erbaut 1543  | (Lage)   | PA00080111    | Inscrit      | 1931  | weitere Bilder |

## Liste der Objekte

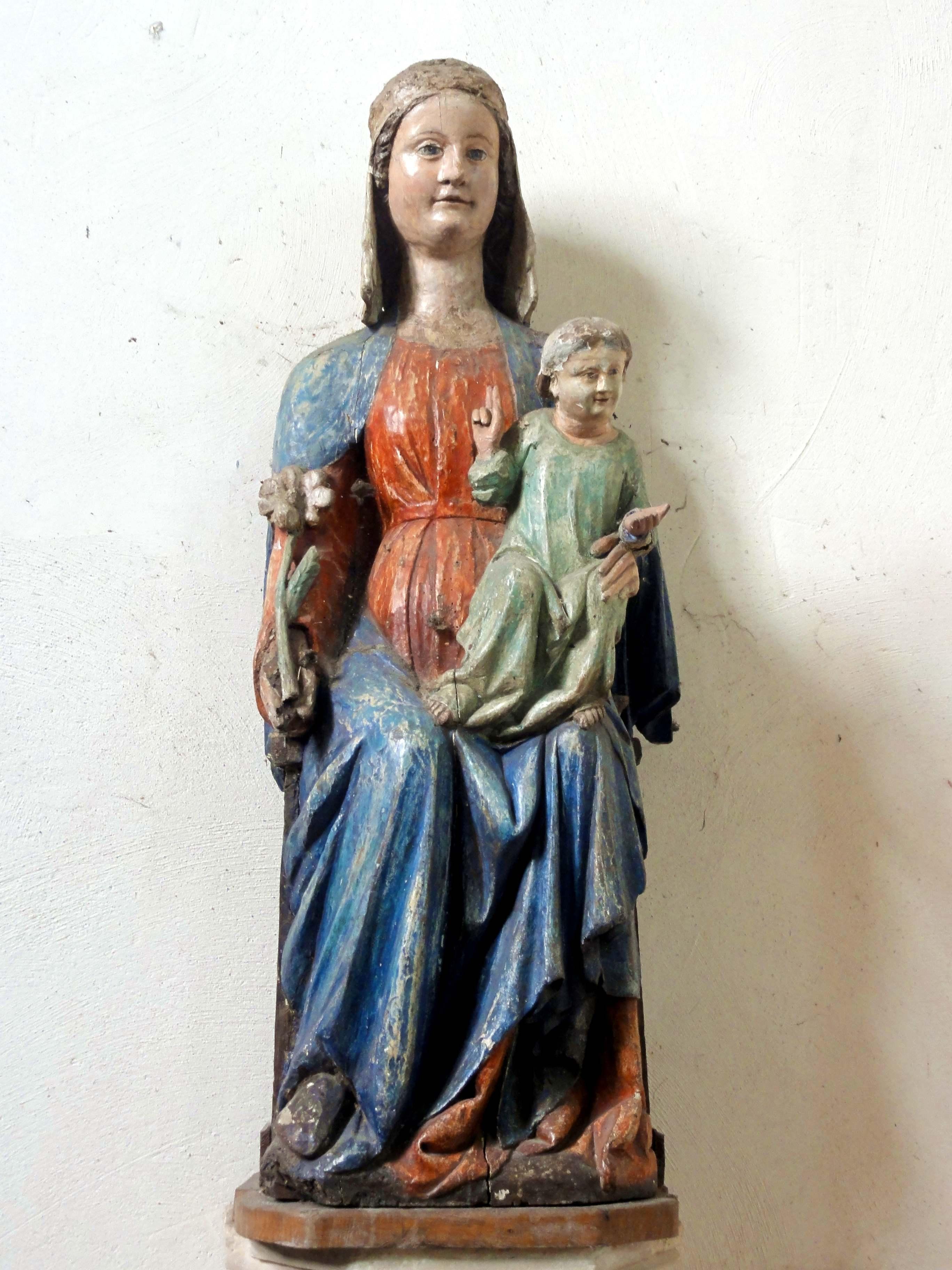
Skulptur Madonna und Kind (13. Jahrhundert) in der Kirche Notre-Dame-des-Champs

- Monuments historiques (Objekte) in Maffliers in der Base Palissy des französischen Kultusministeriums